# Мамедов, Этибар Салидар оглы
Этиба́р Салида́р оглы́ Маме́дов (азерб. Etibar Səlidar oğlu Məmmədov; род. 2 апреля 1955, Баку) ― азербайджанский политик, деятель азербайджанского национально-освободительного движения, учредитель и первый председатель Партии национальной независимости Азербайджана, депутат Милли Меджлиса Азербайджанской Республики первого созыва.

## Биография
Родился 2 апреля 1955 года в Баку. В 1972 году поступил на исторический факультет Азербайджанского государственного университета. Ещё во время учебы в университете участвовал в тайных обществах, написал статью для университетской газеты о проблеме Южного Азербайджана и за это был исключён из университета. Затем был повторно принят в университет и окончил его в 1978 году. После этого начал преподавать в Азербайджанском государственном университете. В 1985 году защитил кандидатскую диссертацию на тему «Русский царизм и Верховный Совет в XIX веке».

## Политическая карьера
С 1988 года играл активную роль на ранних этапах национально-демократического движения. Активно участвовал в формировании Временного инициативного центра Народного фронта Азербайджана. Был избран одним из первых членов правления центра.
В 1989 году возглавлял массовые забастовки, позже был арестован КГБ во время пресс-конференции в Москве после январских событий 1990 года. Мамедов провёл девять месяцев в Лефортовской тюрьме. За это время было собрано[где?][кем?] 1,5 миллиона подписей за его освобождение. Был освобождён из Лефортовской тюрьмы в ноябре 1990 года, а в декабре избран депутатом парламента Азербайджана.
В 1991 году был сопредседателем «Демблока» в парламенте Азербайджана. Также стал членом «Государственного совета обороны», учреждённого президентом Азербайджана в том же году. Был соавтором Конституционного закона «О государственной независимости Азербайджана».
В октябре 1991 года, после отделения от Народного фронта, Этибар Мамедов основал Партию национальной независимости Азербайджана. На первом съезде партии он был избран председателем партии. В настоящее время он является вице-президентом Международного демократического союза, объединяющего более 70 правоцентристских политических партий.
С 1990 по 2000 год Этибар Мамедов был депутатом Национального собрания Азербайджана. В 1995 году также стал членом Конституционной комиссии Азербайджанской Республики под председательством Гейдара Алиева. В 1998 и 2003 годах Этибар Мамедов баллотировался в президенты Азербайджана.

## Семья
Женился в 1986 году. Имеет двоих сыновей и дочь. Сын Айхан является председателем ПННА молодежной организации.